# Marcelo Miguel
Marcelo Miguel Pelissari (* 20. August 1975 in Jandaia do Sul) ist ein ehemaliger brasilianischer Fußballspieler.

## Karriere
Marcelo begann seine Profilaufbahn 1992 beim brasilianischen Erstligisten Guarani FC. 1995 wechselte er zum japanischen Erstligisten Shimizu S-Pulse. 1996 kehrte er nach Brasilien zurück. Hier spielte er bis 1999 für Portuguesa. Für Portuguesa bestritt er 44 Erstligaspiele und schoss dabei ein Tor. 1996 wurde er mit dem Verein Vizemeister der Campeonato Brasileiro Série A. 2000 wechselte er zum Ligakonkurrenten Goiás EC. Danach spielte er bei J. Malucelli Futebol, Avaí FC, União Madeira, Mogi Mirim EC, União Agrícola Barbarense FC und SER Caxias do Sul. 